# Baszta Sandomierska na Wawelu
Baszta Sandomierska – jedna z trzech istniejących baszt na wzgórzu wawelskim, położona na jego południowo-zachodnim skraju. Wraz z Basztą Lubranką (Senatorską) tworzy unikatowy zespół tzw. baszt ogniowych z połowy XV wieku.

## Historia
Po raz pierwszy wzmiankowana w źródłach jako nowa wieża w związku wydarzeniem z 1462 roku, gdy ścięto na wzgórzu obok niej sześciu rajców po zamordowaniu przez mieszczan magnata Jędrzeja Tęczyńskiego. Według tradycji więziono w niej szlachtę z ziemi sandomierskiej.
Dolne kondygnacje baszty zostały przebudowane w XVI – XVII wieku z przeznaczeniem na kwaterę dla pachołków starościńskich. W XVIII wieku była w złym stanie. W 1856 została przebudowana przez Austriaków, m.in. ze zmianą nakrycia i dostawieniem dobudówki z klatką schodową. Przeróbki te zostały usunięte przez Zygmunta Hendla w trakcie prac prowadzonych w latach 1911–1914. W ramach ostatnich prac konserwatorskich, prowadzonych w latach 2003–2004 według projektu Piotra Stępnia i Stanisława Karczmarczyka, m.in. zrekonstruowano trzy wykusze strzelnicze, ganek III piętra, wykonano zewnętrzne schody prowadzące na ten ganek i przywrócono pierwotny układ stropów w górnych kondygnacjach.
Obok baszty ciągnie się wzdłuż zieleńca pas kamiennych murów obronnych nadbudowanych w okresie powojennym na fundamentach z początku wieku XIV. Znajduje się przy nich ujście kanału, którym w 1772 konfederaci barscy dostali się na Wawel.

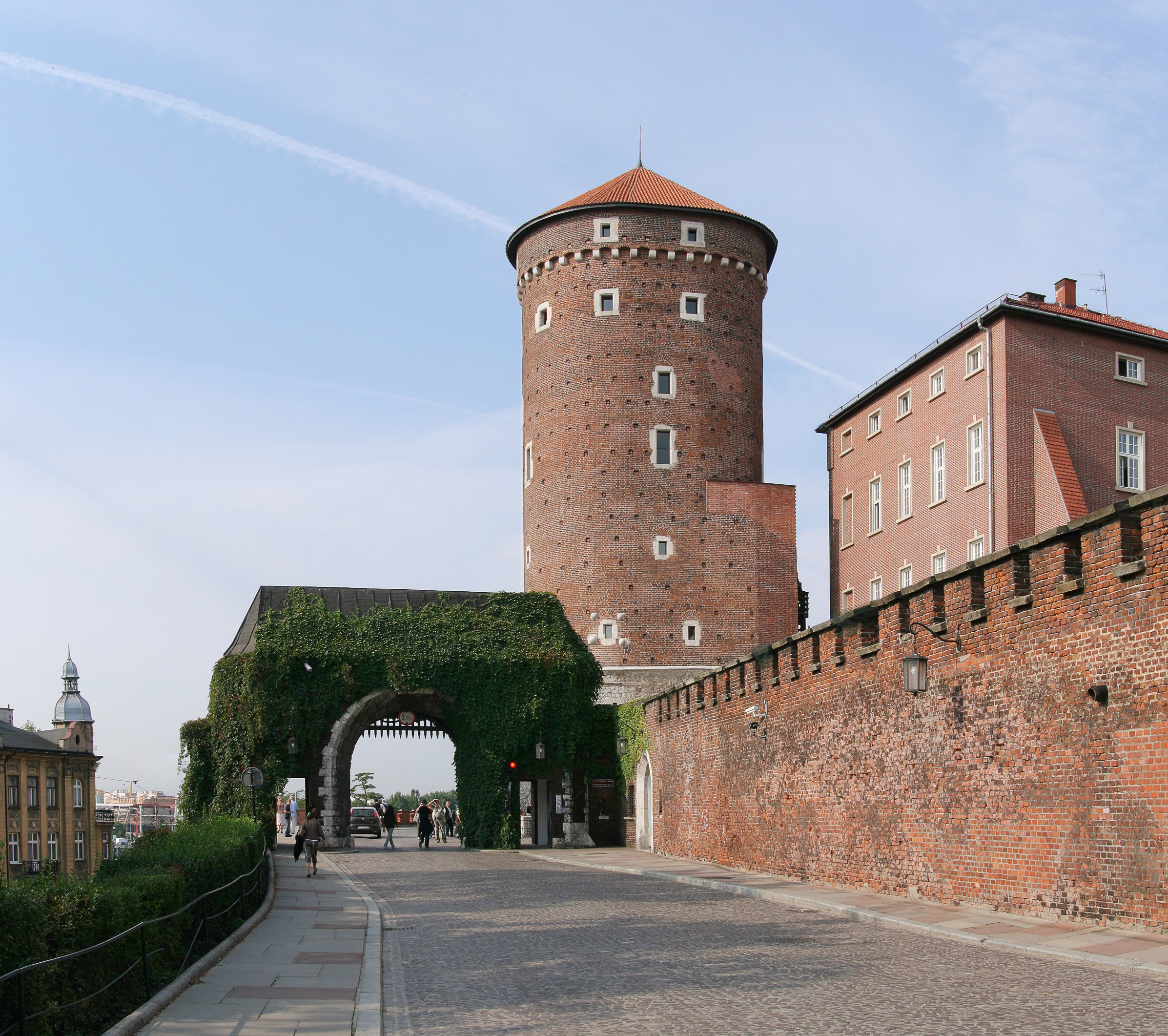
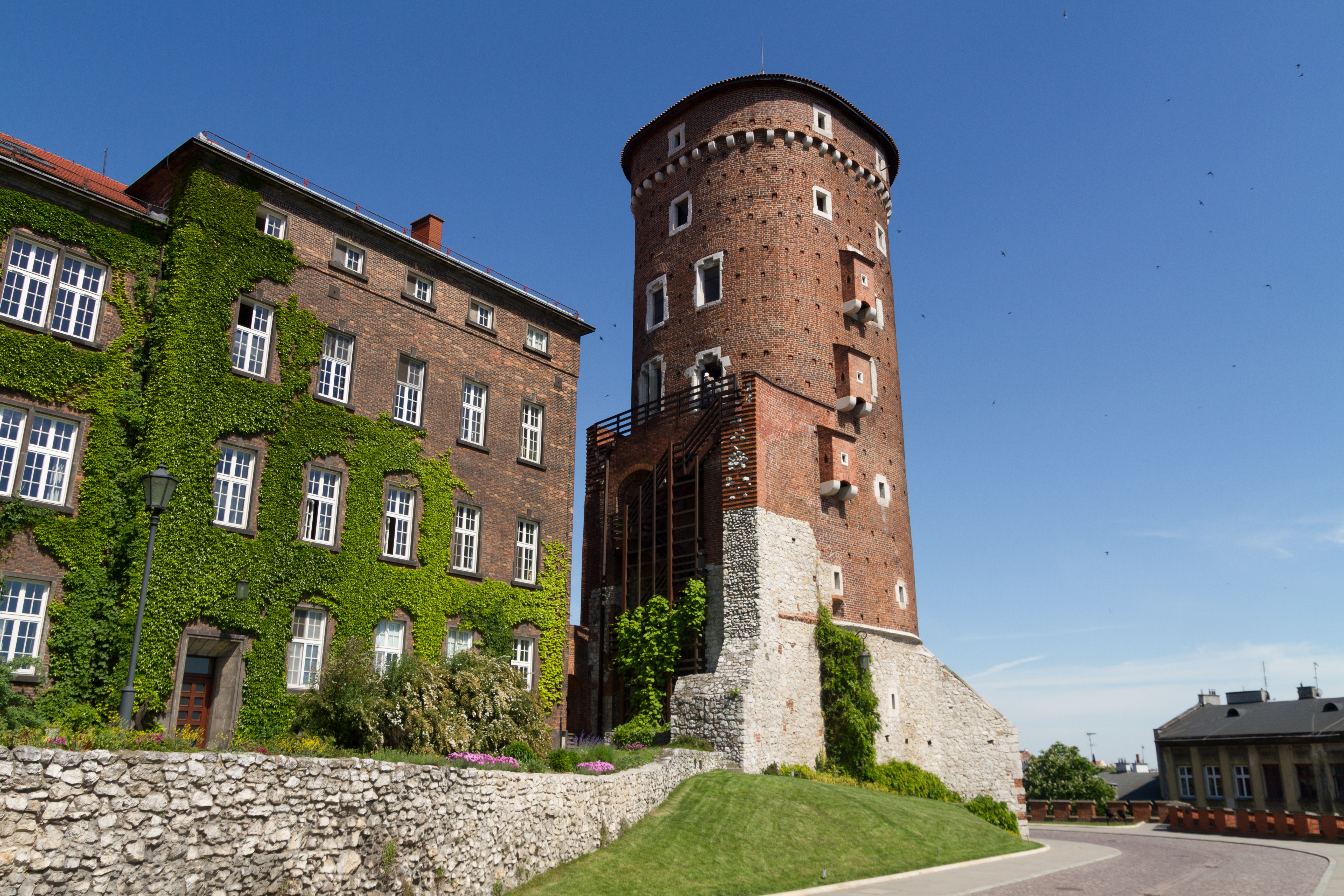
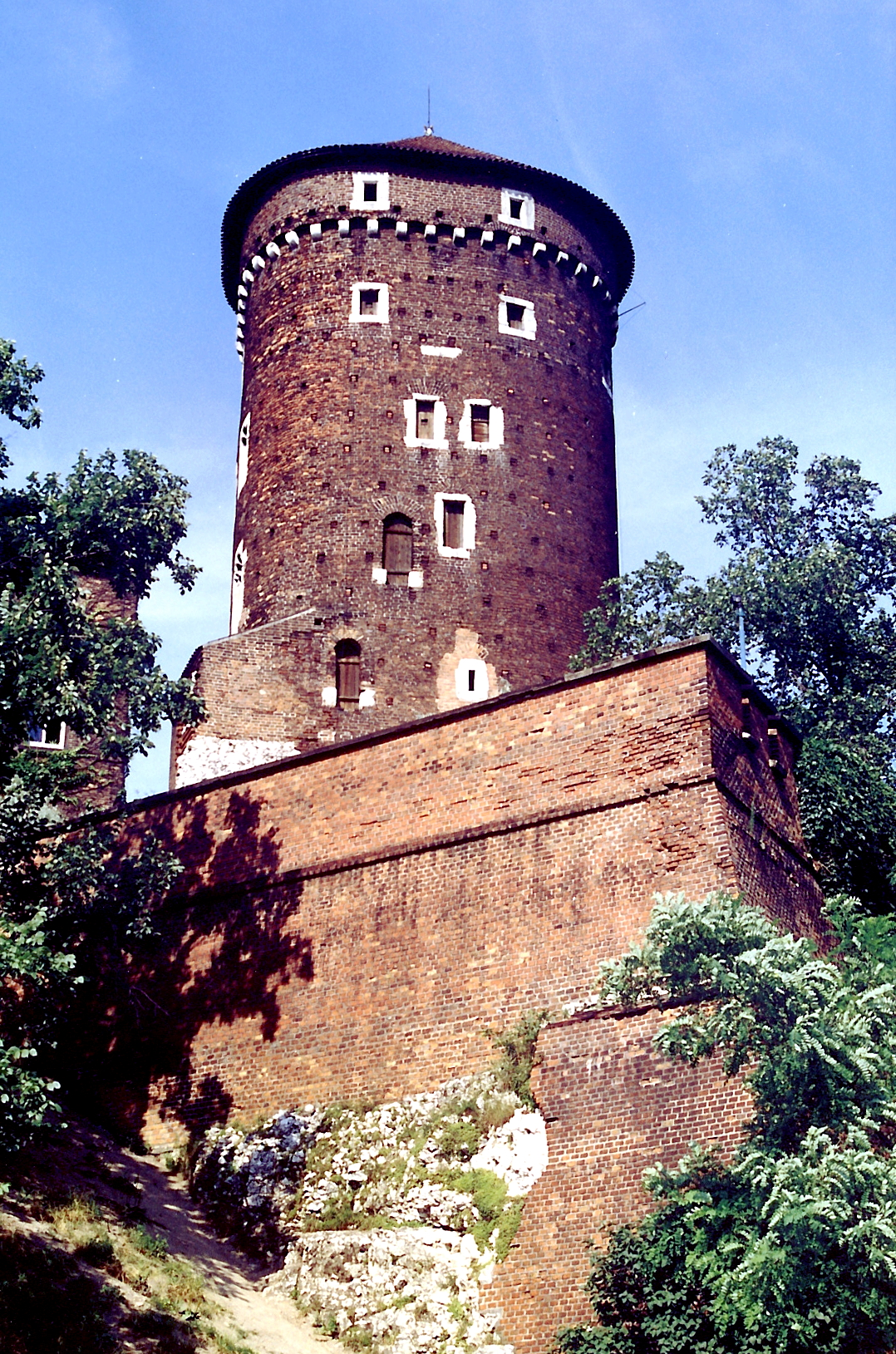
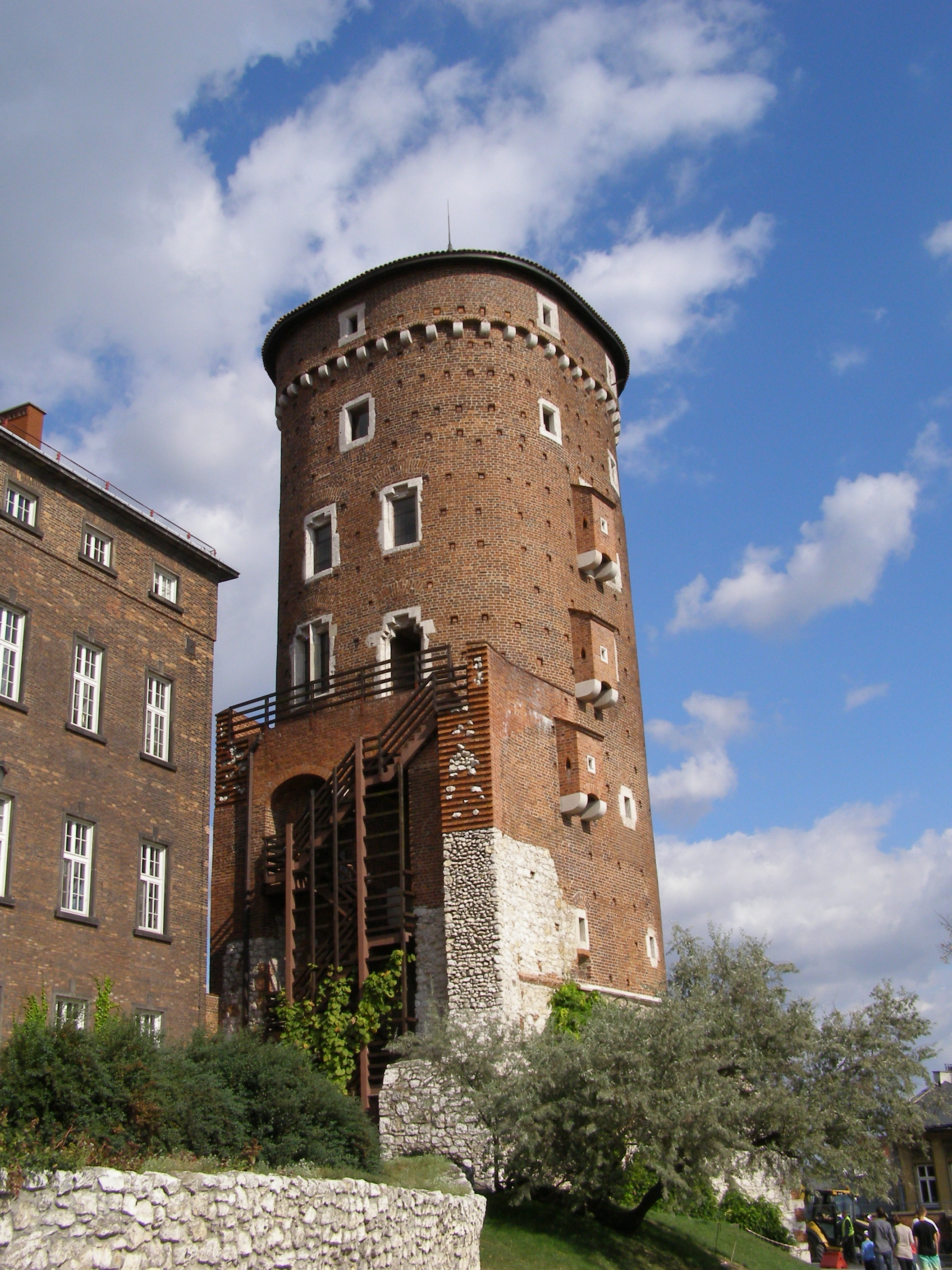
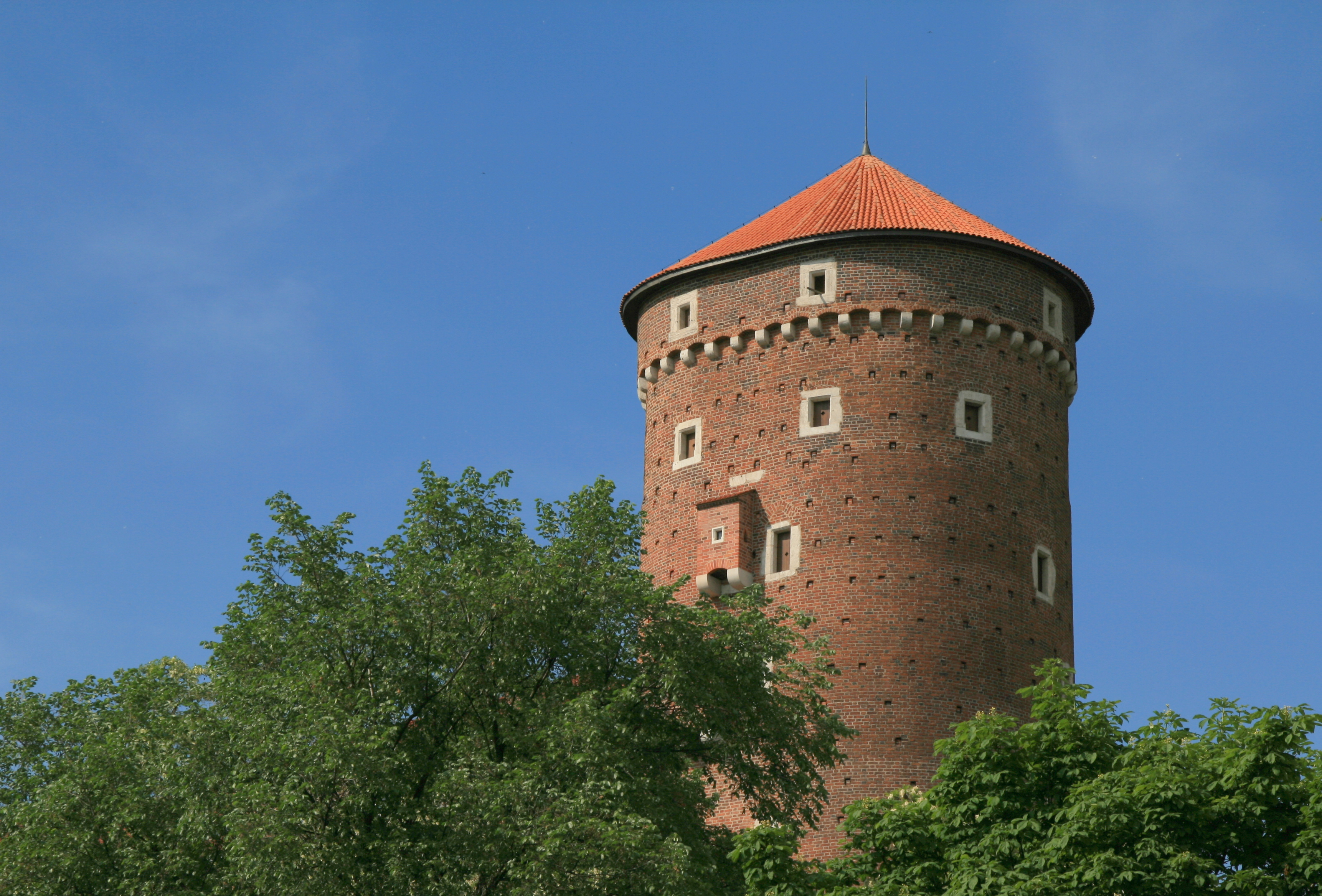
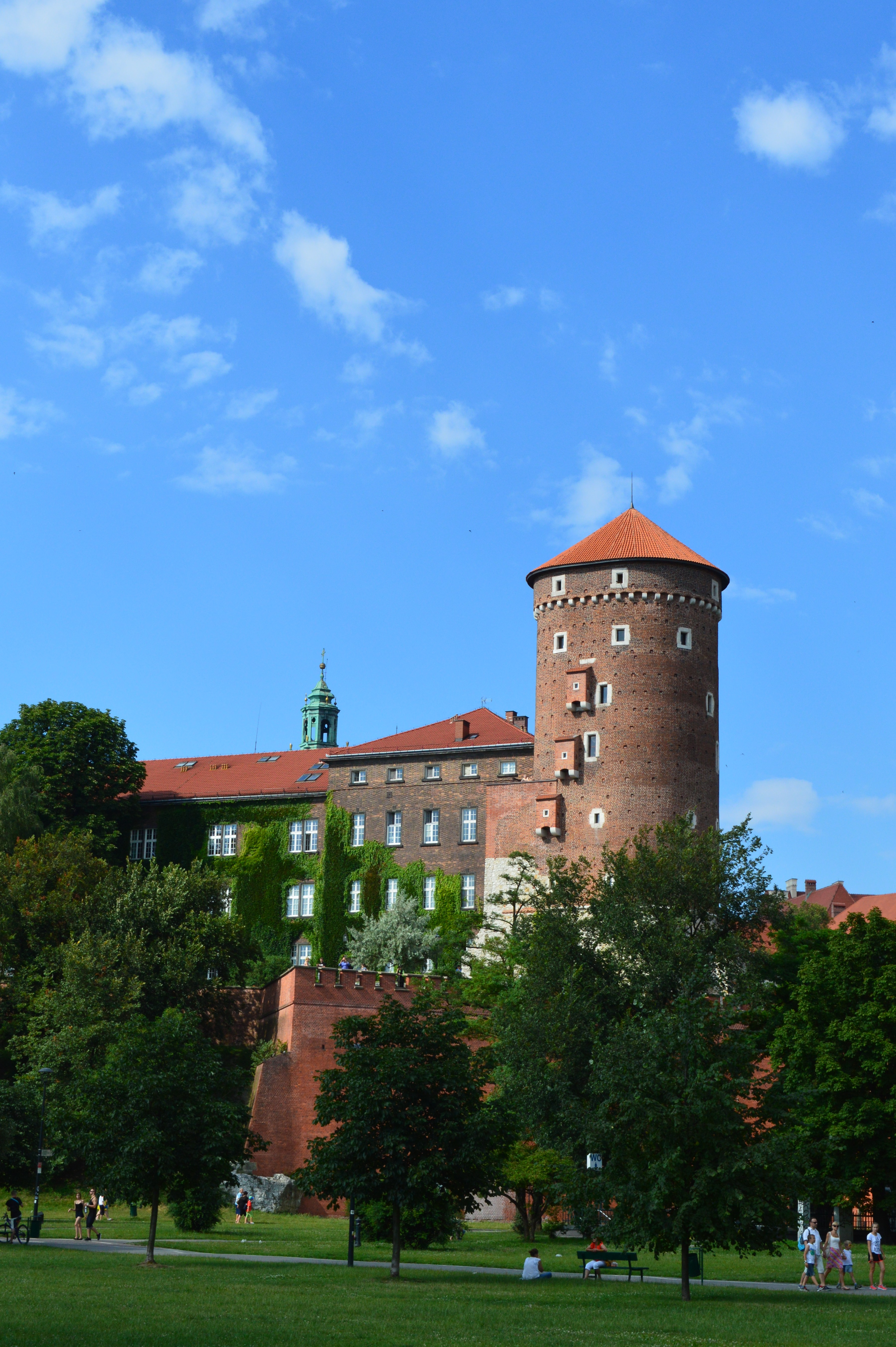
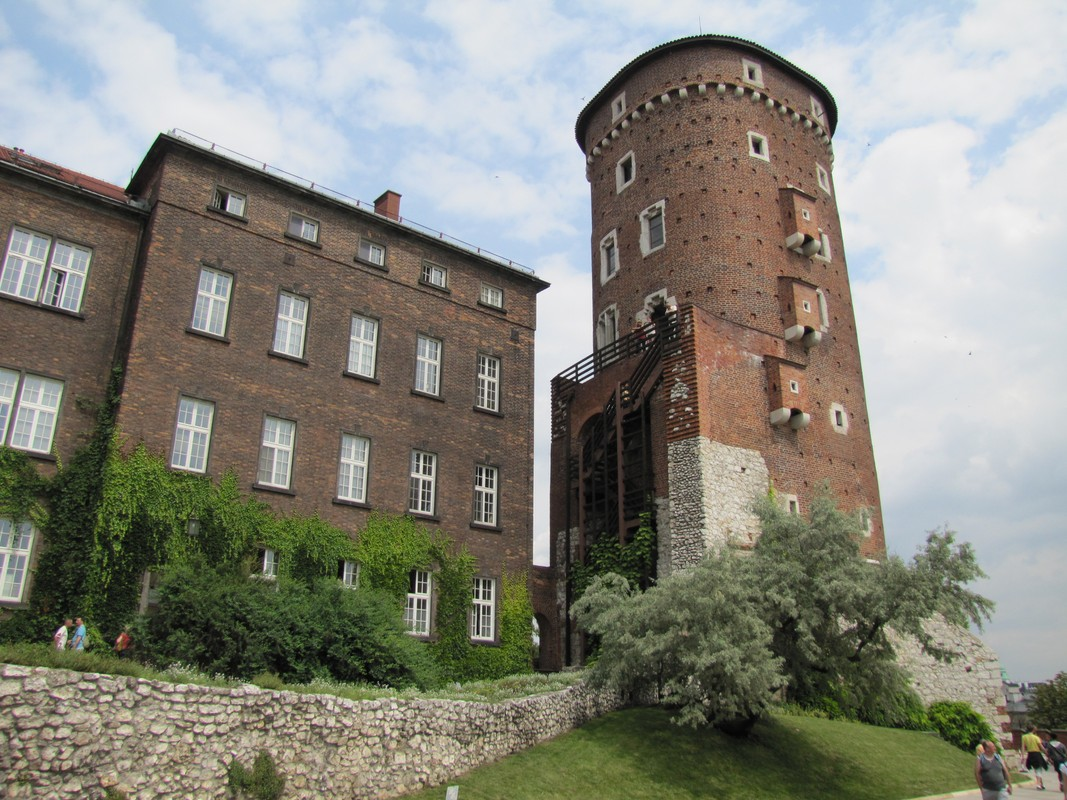
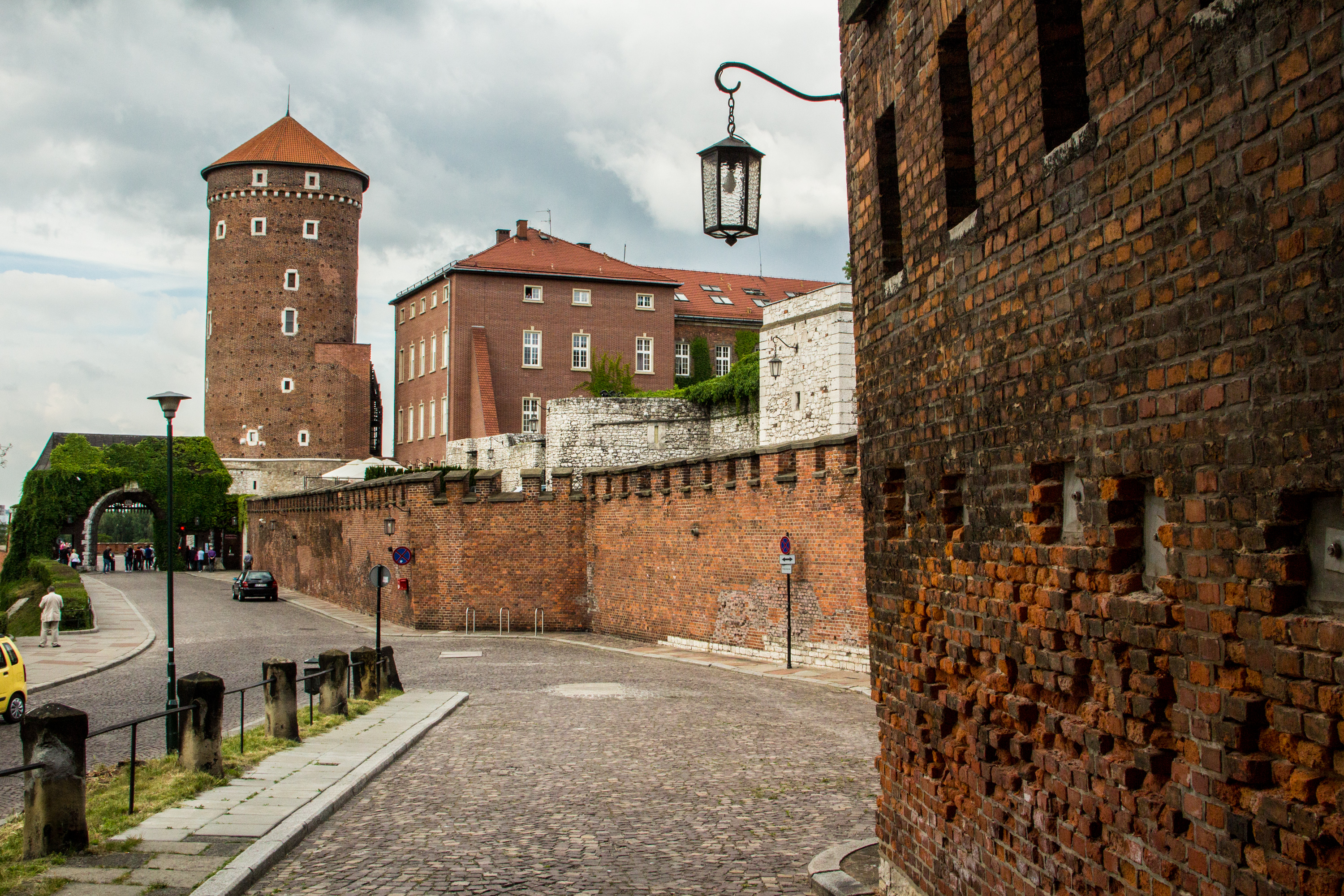
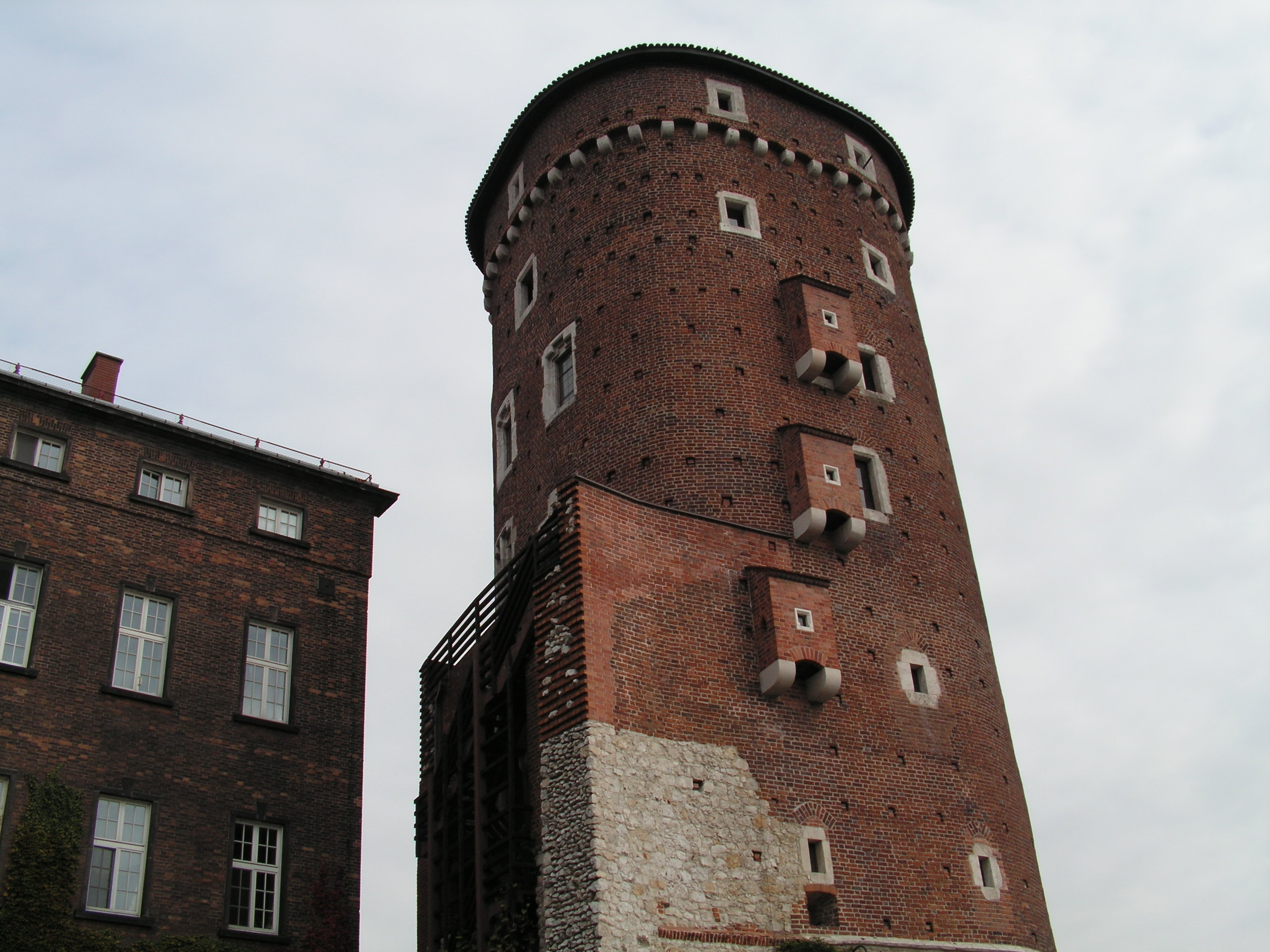
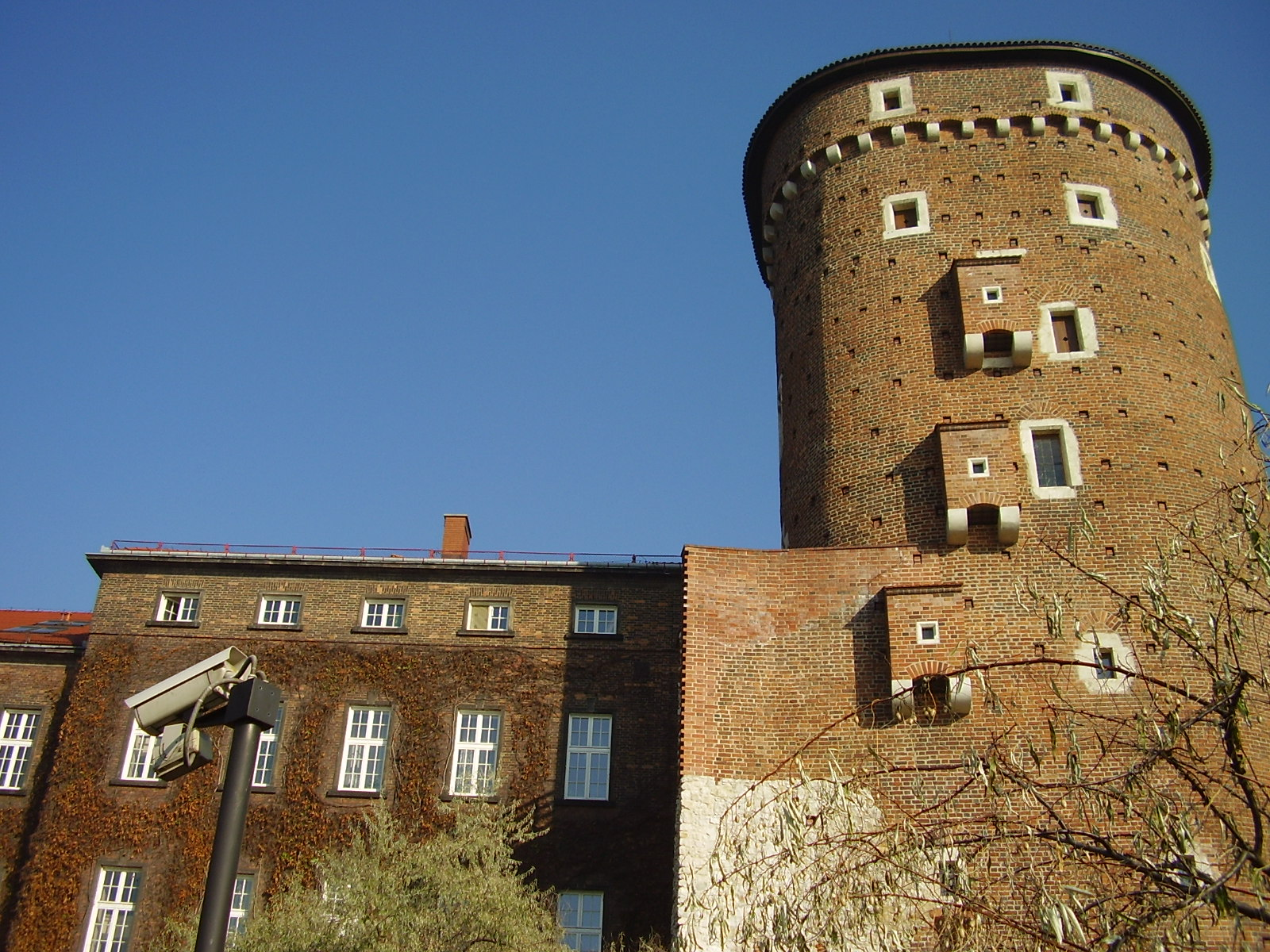
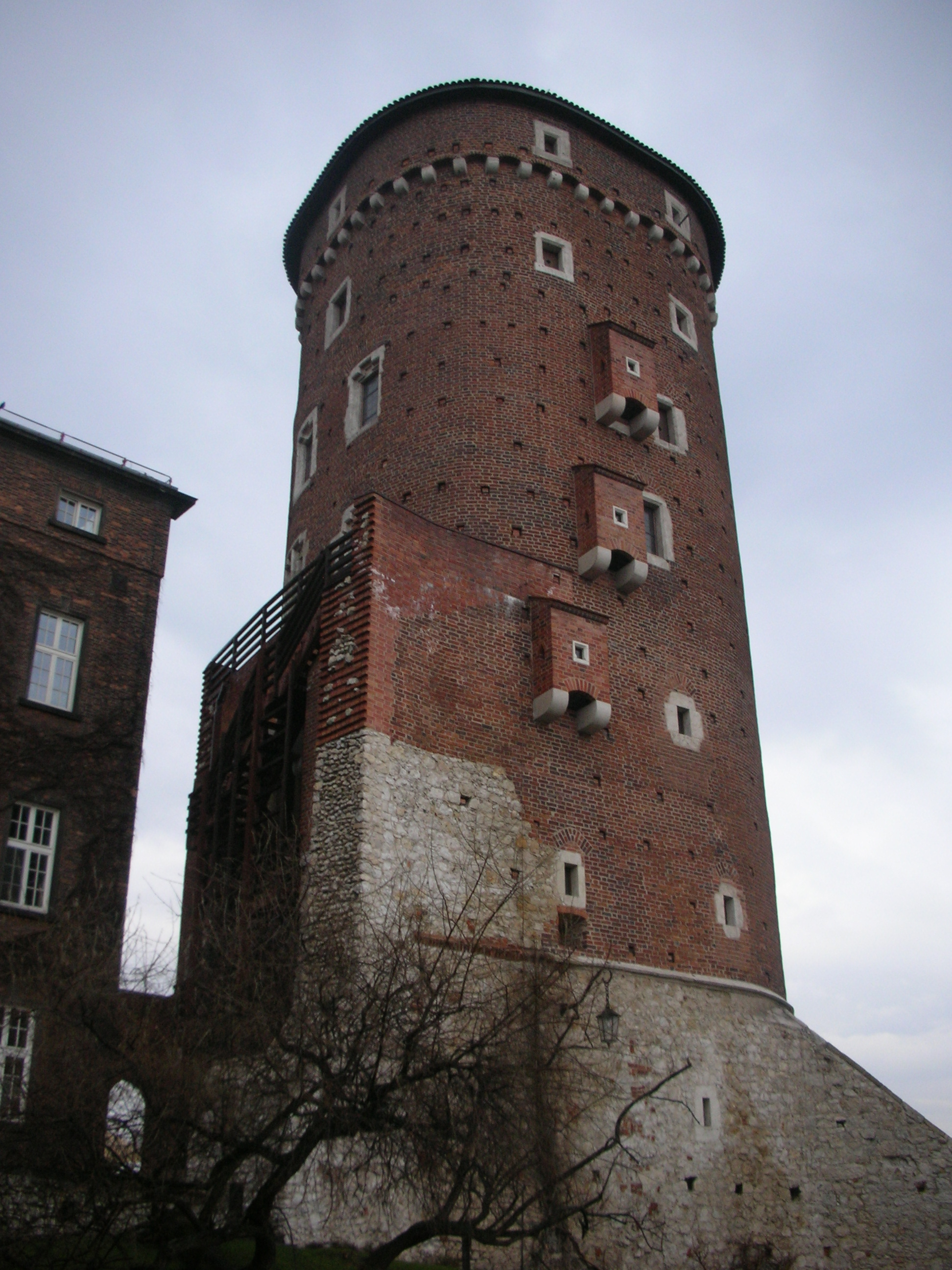
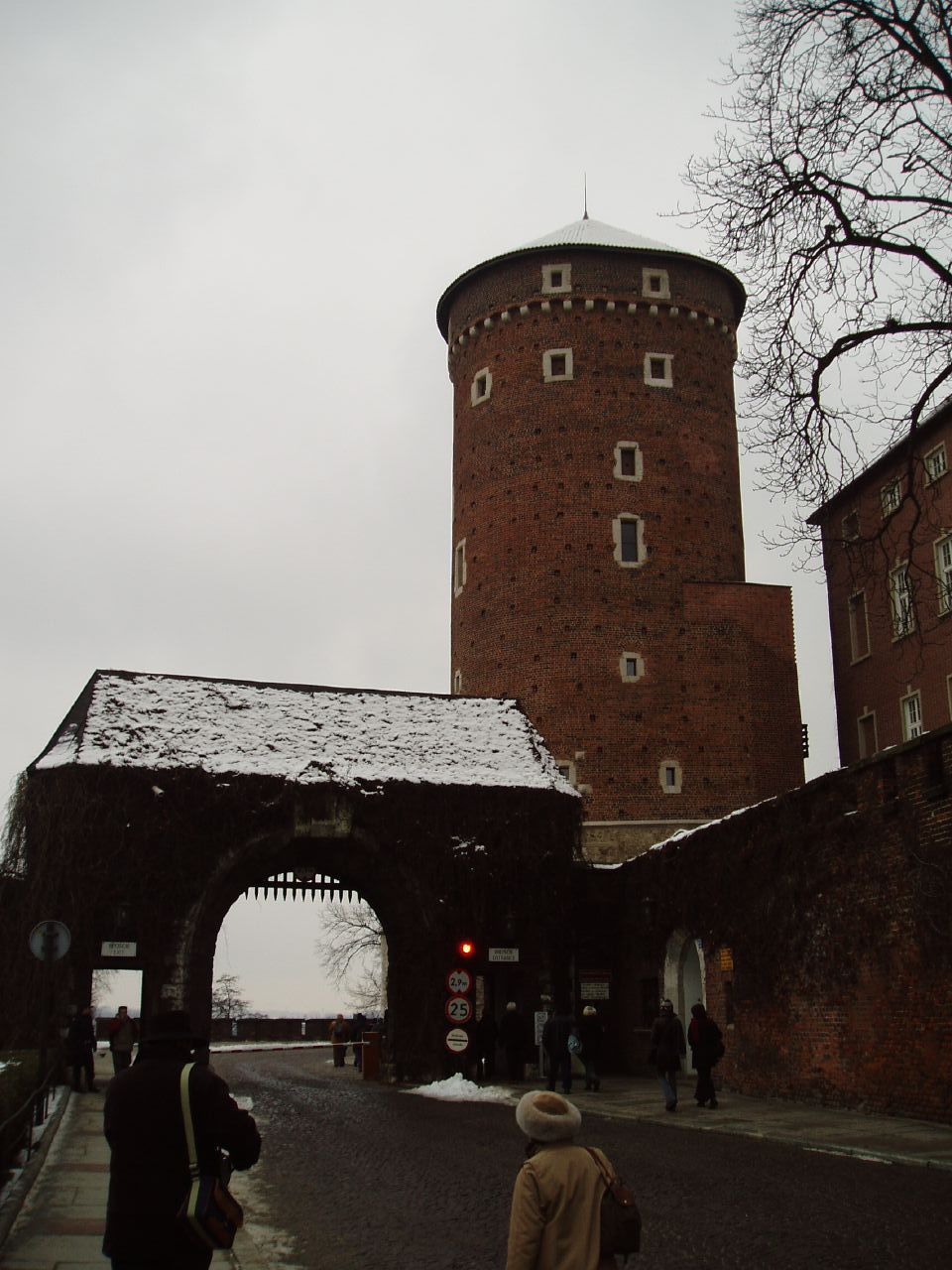
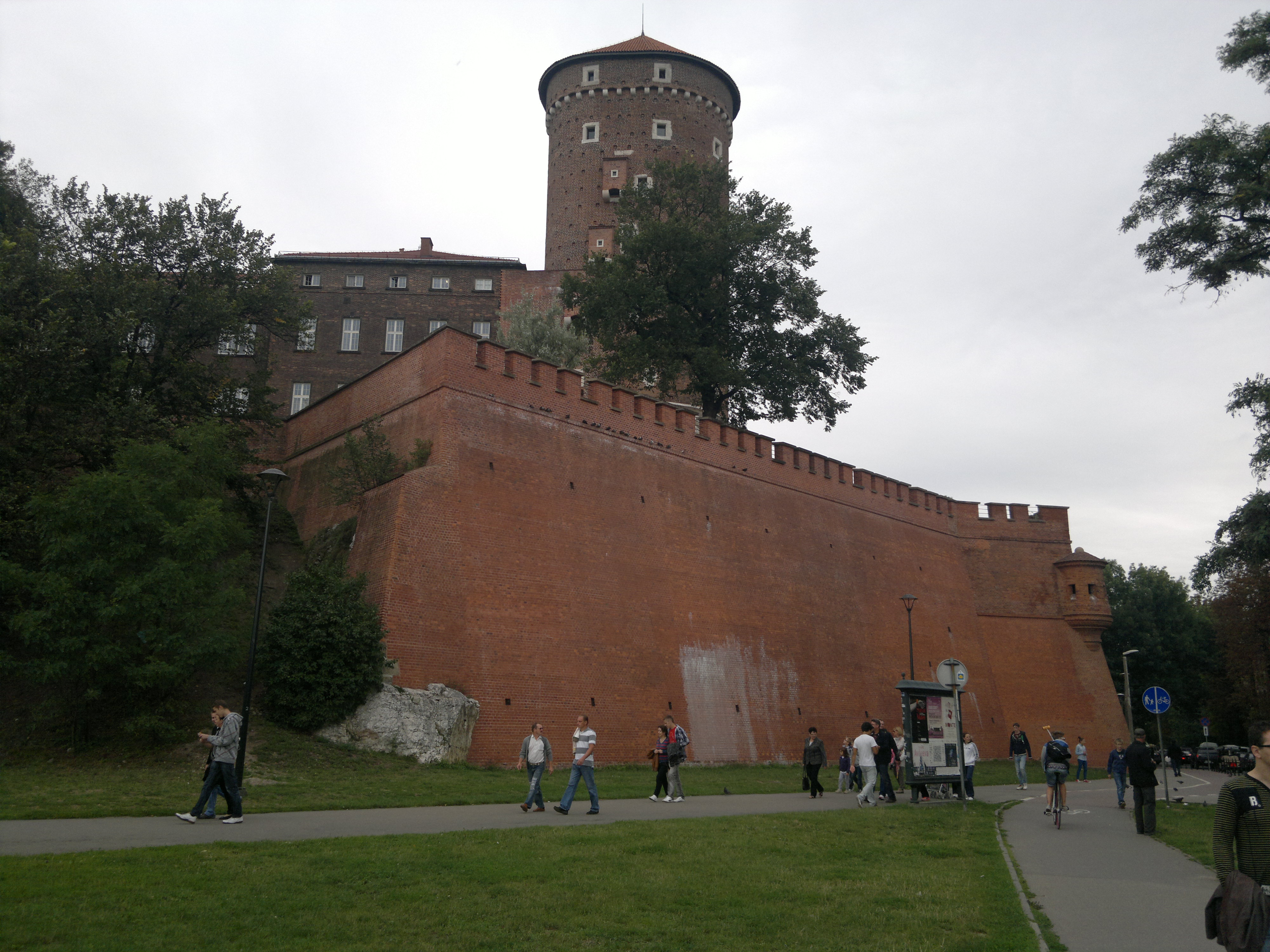